# Antipodeans

Афиша выставки группы Antipodeans

Antipodeans (от «антиподы») — группа австралийских современных художников, которые утверждали важность фигуративного искусства и протестовали против абстрактного экспрессионизма. В августе 1959 года организовали свою первую и единственную выставку в Мельбурне.

## История
Группа Antipodeans состояла из семи современных художников: Чарльза Блэкмана, Артура Бойда, Дэвида Бойда, Джона Брэка, Роберта Дикерсона, Джона Персевала и Клифтона Пью — и историка искусства Бернарда Смита, который написал её манифест — The Antipodean Manifesto, декларацию, составленную из комментариев художников и приуроченную к первой выставке.
Все участники группы, за исключением Дикерсона, были из Мельбурна. Роберт Дикерсон работал в Сиднее. В 1959 году никто из них не входил в так называемый «Круг Хейде» — группу художников-модернистов, работавших на бывшей молочной ферме Хейде в окрестностях Мельбурна, с начала 1940-х годов поддерживавшим связи с Мельбурнским отделением Общества современного искусства (Contemporary Art Society, CAS). Трое участников принадлежали к семье Бойдов, и все работали в направлениях, тяготеющих к реализму. Сильное влияние на их творчество имела австралийская литературно-художественная группа Angry Penguins. Примечательно, что художники не выставлялись в галерее CAS, поскольку общество выступило против выставки, и вместо этого предпочли использовали помещения конкурирующего Викторианского общества художников, долгое время являвшегося в Мельбурне оплотом культурного консерватизма.
«The Antipodean Manifesto» стал реакцией на заметный общественный успех выставок The New American Painting («Новая американская живопись»), обзора абстрактного экспрессионизма, организованного нью-йоркским Музеем современного искусства, которые прошли в музеях Европы в 1958—1959 годах. Австралийские художники опасались, что американская абстракция становится новой ортодоксальностью, и что нетерпимость к модернистскому изобразительному искусству, которое они практикуют, возрастает на международном уровне.
В связи с этим манифест предостерегал от некритического принятия художниками зарубежной моды, в частности, американского абстрактного экспрессионизма. Центральным тезисом манифеста была кардинальная важность образа:

Образ, узнаваемая форма, осмысленный символ — основные единицы художественного языка… Он рождается из прошлого опыта и обращается к прошлому опыту — и позволяет общаться. Он позволяет общаться именно потому, что имеет возможность обращаться к опыту, которым художник делится со зрителем.
Оригинальный текст (англ.)[T]he image, the recognisable shape, the meaningful symbol, is the basic unit of [the artist's] language... It is born of past experience and refers back to past experience — and it communicates. It communicates because it has the capacity to refer to experiences that the artist shares with his audience.

Некоторые местные художники и критики восприняли манифест как заявление в пользу консерватизма и реакции и как призыв изолировать Австралию от международного искусства. Делу не помог тот факт, что все участники Antipodeans имели некоторый коммерческий успех, в отличие от их непосредственных противников — местных абстракционистов Роджера Кемпа, Леонарда Френча, Инге Кинг и Джорджа Джонсона. Пока продолжалась выставка, некоторые участники вышли из группы и в дальнейшем сожалели об участии в ней.
Тем не менее, благодаря директору британского музея Кеннету Кларку, работы участников группы были включены в выставку 1961 года под названием Recent Australian Painting в галерее Уайтчепел в Лондоне (наряду с работами Джона Молвига, Альберта Такера, Сиднея Нолана, Фреда Уильямса и других австралийских художников). Это дало повод считать, что современная австралийская живопись имеет вполне обоснованную национальную идентичность. Через несколько месяцев после выставки Antipodeans Бойд, Персеваль и Блэкман переехали в Лондон и с успехом участвовали в европейских выставках.
В 1961 году группа, назвавшая себя Sydney 9 и объединившая австралийских художников-абстракционистов Гектора Гиллилэнд, Карла Плейта, Леонарда Хессинга, Стэна Рапотека, Джона Олсена, Роберта Клиппела, Клемента Мидмора и Билла Роуза, провела в пику Antipodeans выставку живописи и скульптуры. На стороне Sydney 9 также выступил молодой критик Роберт Хьюз — как противопоставление Бернарду Смиту.
В 1999 году было основано художественное движение стакизм, в основу которого положены в том числе принципы Antipodeans.